# Tom Courtney
Tom Courtney   (Newark, 17 d'agost de 1933 - Naples, 22 d'agost de 2023) fou un atleta estatunidenc, especialista en curses de mig fons, que va competir durant la dècada de 1950.
El 1956 va prendre part en els Jocs Olímpics d'Estiu de Melbourne, on va disputar dues proves del programa d'atletisme. En ambdues, els 800 metres i els 4x400 metres guanyà la medalla d'or. En els 4x400 metres formà equip amb Charlie Jenkins, Louis Jones i Jesse Mashburn.
En el seu palmarès també destaquen el campionat de la NCAA de 880 iardes de 1955 i el de l'AAU en 400 metres el 1956 i en 880 iardes el 1957 i 1958. El 1957 va establir un nou rècord mundial de les 880 iardes amb un temps d'1' 46.8".
El 1955 es va llicenciar a la Universitat de Fordham i posteriorment va obtenir un MBA a la Harvard Business School.

## Millors marques
- 400 metres llisos. 45.8" (1956)
- 800 metres llisos. 1' 45.8" (1957)[5][6]